# Justizvollzugsanstalt Moers-Kapellen
Die Justizvollzugsanstalt Moers-Kapellen ist eine Einrichtung des offenen Strafvollzuges für ca. 362 Männer ab 21 Jahren; die Einrichtung liegt am Rande der Stadt Moers.

## Geschichte
Vier der heute für den Strafvollzug genutzten Gebäude (Entstehungsjahr 1959) wurden ursprünglich als Knappenheim (Unterkunft für Bergbaulehrlinge) errichtet. 1984 wurde die ehemalige Wohnheimanlage mit ihren ringförmig in einer Grünanlage angelegten zweistöckigen Wohngebäuden für den offenen Vollzug umgewidmet – anfänglich in eine Zweiganstalt der JVA Kleve, 1986 in eine eigenständige Einrichtung. Durch Umbaumaßnahmen konnte die Belegungsfähigkeit von anfänglich 100 auf 252 Haftplätze gesteigert werden.
Aufgrund eines erheblichen Belegungsanstiegs in der Folgezeit war die JVA Moers-Kapellen permanent überbelegt. Der Bau eines neuen Hafthauses wurde notwendig. Ein Gebäude mit 46 weiteren Haftplätzen wurde im Frühsommer 2001 fertiggestellt und in Betrieb genommen. Es umfasst hauptsächlich Einzelhafträume sowie Gruppen- und Büroräume. Außerdem wurde ein Haftraum mit einer Rampe für Rollstuhlfahrer zugänglich gemacht. Die Anstalt hatte zu diesem Zeitpunkt 298 Haftplätze.
Die starke Nachfrage nach weiteren Haftplätzen machte eine erneute Baumaßnahme erforderlich. In den Jahren 2009–2011 entstand ein neues Verwaltungsgebäude mit einer gesicherten Zugangsabteilung (20 Haftplätze), einem geschlossenen Abgangsbereich (4 Haftplätze), einem modernen Kammerbereich sowie einer Sanitätsabteilung. Außerdem wurde ein neues Unterkunftsgebäude mit 64 Haftplätzen errichtet. Nach der Inbetriebnahme dieser Gebäude verfügt die Anstalt bis heute über 362 Haftplätze.

## Zuständigkeit
Die Zuständigkeiten der Justizvollzugsanstalten in Nordrhein-Westfalen sind im Vollstreckungsplan des Landes NRW geregelt (AV d. JM vom 16. September 2003 (Az. 4431 – IV. 28)).
Die JVA Moers-Kapellen ist zuständig für die Vollstreckung von
- Freiheitsstrafe Offener Vollzug an Männern
- Ersatzfreiheitsstrafe soweit nicht in Unterbrechung von Untersuchungshaft oder Abschiebungshaft an Männern
- Freiheitsstrafe (Erstvollzug & Regelvollzug) bis 24 Monaten an Männern
- Freiheitsstrafe nach besonderen Bestimmungen (Progression)

## Arbeit, Ausbildung und Weiterbildung
Die Gefangenen der JVA Moers-Kapellen sind zur Arbeit verpflichtet.
- Arbeit innerhalb der Anstalt

Die Inhaftierten haben die Möglichkeit, innerhalb der Anstalt in verschiedenen Bereichen eine Beschäftigung aufzunehmen. So werden Tätigkeiten in der Hofkolonne, bei der Gartengestaltung und -pflege, in der Fahrradwerkstatt, der Küche, der Arbeitstherapie, des Werkdienstes und im Reinigungs- sowie Versorgungsbereich angeboten.
- Arbeit außerhalb der Anstalt

Gefangene haben darüber hinaus die Möglichkeit, durch die Vermittlung eines freien Beschäftigungsverhältnisses oder einer Selbstbeschäftigung einer qualifizierten Arbeit nachzugehen, die ihnen und ihrer Familie auch nach der Entlassung aus der Haft den Lebensunterhalt sichern kann. Geschulte Fachleute und Betreuer motivieren, unterstützen und beraten die Inhaftierten auf ihrem Weg dorthin.
- Schulische und berufliche Aus- und Weiterbildung

Zu den Beschäftigungsmöglichkeiten der JVA Moers-Kapellen zählt auch die Möglichkeit, sich schulisch und beruflich weiterzubilden.
Die zuständige Abteilung steht ständig in Kontakt mit den Arbeitsagenturen, Bildungsträgern und Gremien der Industrie und des Handwerks.

## Besonderheiten der JVA Moers-Kapellen
- Binnendifferenzierung

Die JVA Moers-Kapellen besteht aus sechs ringförmig um einen Mehrzwecksportplatz angeordneten Wohngebäuden sowie dem Verwaltungskomplex mit den gesicherten Abteilungen. Jedes einzelne dieser Häuser hat einen eigenen Behandlungs- und Betreuungsauftrag erhalten. Im Rahmen des Zugangsverfahrens wird entschieden, welches Betreuungs- bzw. Behandlungsprofil der einzelne Gefangene benötigt. In dem entsprechenden Haus wird er dann seinen Stärken und Potentialen entsprechend gefördert.
- Gitterstübchen

Gefangene, die in der Arbeitstherapie tätig sind, fertigen Produkte (hauptsächlich aus Holz), die in einem anstaltseigenen Verkaufsraum, dem sog. Gitterstübchen, verkauft werden. Besonders phantasievoll gestaltete Vogelhäuschen oder der auf dem jährlich stattfindenden Weihnachtsbasar der Anstalt angebotene „Vollzugs-Elch“ sind die Verkaufsschlager. Die Produkte der Arbeitstherapie werden außerdem auf dem Wochenmarkt in Moers angeboten oder können im „Knastladen“ über das Internet erworben werden. Durch den hier erwirtschafteten Erlös können erneut hochwertige Rohmaterialien zur Verarbeitung angeschafft werden und die therapeutische Behandlung neuer Gefangener sichergestellt werden.